# Estádio Municipal Engenheiro João Guido
O Estádio Municipal Engenheiro João Guido, mais conhecido como "Uberabão", é um estádio multiuso brasileiro, localizado na cidade de Uberaba, Minas Gerais, com capacidade para 10 000 pessoas.
O estádio pertence à Prefeitura, e recebe jogos das equipes de futebol do Uberaba Sport Club e do Nacional de Uberaba.
É palco de diversas competições, entre elas os jogos dos campeonatos oficiais da Federação Mineira de Futebol e da Liga Uberabense de Futebol.

## História
O início da sua construção pela iniciativa privada remonta a 1961, quando o loteamento do bairro onde se insere foi lançado com o slogan "o estádio monumental é prá valer". A cava em pedra com o formato inclusive do fosso ficou anos sem investimento.
Seu projeto estima que o estádio teria a capacidade de 45 000 pessoas e seria todo coberto. As obras foram retomadas após negociação com a Prefeitura Municipal de Uberaba, proprietária do estádio, e foi inaugurado em 1972. 
Em abril de 1976, o estádio registrou um público recorde de 32 700 espectadores, durante uma partida entre o Uberaba SC e o Cruzeiro, válida pelas semifinais da Taça Minas Gerais de 1976.
O seu nome é uma homenagem posterior à inauguração e ao mandato do Engenheiro João Guido, em cujo mandato tornou o imóvel público e retomou a construção.
Após a publicação da Lei Complementar 489/2015, em 01 de junho de 2015, passou a compor a estrutura organizacional da Fundação Municipal de Esporte e Lazer de Uberaba - FUNEL.